# 业里讫纳
業里訖納（蒙古语转写：Ergene，羅馬化：ārgne，见《集史》；生卒年不詳），蒙古帝国第2代大汗窝阔台的側室。

## 生平
据《集史》记载，窝阔台“六子：合丹。他的母亲是一个妃子，名叫業里訖納，是在察合台的斡耳朵中把他抚养大的。……七子：灭里。他的母亲也是上述妃子，是在察合台的斡耳朵中由答失蛮合只卜抚养大的。”业里讫纳并非皇后（可敦），只是側室，是合丹和灭里母親。
而《元史》记载，業里訖納妃子是滅里的母亲，但对业里讫纳的生平几乎没有记载。